# Suta ordensis
Suta ordensis är en ormart som beskrevs av Storr 1984. Suta ordensis ingår i släktet Suta och familjen giftsnokar och underfamiljen havsormar. Inga underarter finns listade i Catalogue of Life.
Denna orm förekommer i nordöstra Western Australia och nordvästra Northern Territory. Arten lever i avrinningsområdet av floderna Ord River och Victoria River. Habitatet varierar mellan torra skogar och gräsmarker. Suta ordensis har ett giftigt bett. Honor lägger inga ägg utan föder levande ungar.
I regionen introducerades den giftiga agapaddan och kanske dör några exemplar som äter paddan. Hela populationen antas vara stor. IUCN listar arten som livskraftig (LC).